# Прокопович, Иосиф Викентьевич
Ио́сиф Вике́нтьевич Прокопо́вич (пол. Józef Prokopowicz 11 ноября 1855 года, Варшава, Российская империя — 29 ноября 1931 года, Варшава, Польша) — русский и польский военачальник.

## Биография
Родился 11 ноября 1855 года в Варшаве. Окончил Елисаветградское кавалерийское училище и в 1872 году начал службу корнетом. Участвовал в русско-турецкой войне 1877—1878 годов. Окончил офицерскую кавалерийскую школу, командовал эскадроном, был произведен в ротмистры (1891 год), затем в полковники.
C 15 мая 1908 года по 11 ноября 1911 года Прокопович командовал 16-м Иркутским гусарским полком. 11 ноября 1911 года был произведён в генерал-майоры и уволен в отставку с мундиром и пенсией.
Во время Первой мировой войны в чине генерал-майора командовал 59-й конной бригадой Государственного ополчения, а затем гарнизоном Царского села.
После прихода к власти большевиков, Прокопович участвовал в гражданской войне в Финляндии, где 14 января 1918 года был ранен и попал в плен. Был освобожден и вступил в Войско Польское, откуда в 1921 году вышел в отставку в чине генерал-поручика. Через два года президент Польши Станислав Войцеховский присвоил Прокоповичу чин дивизионного генерала.

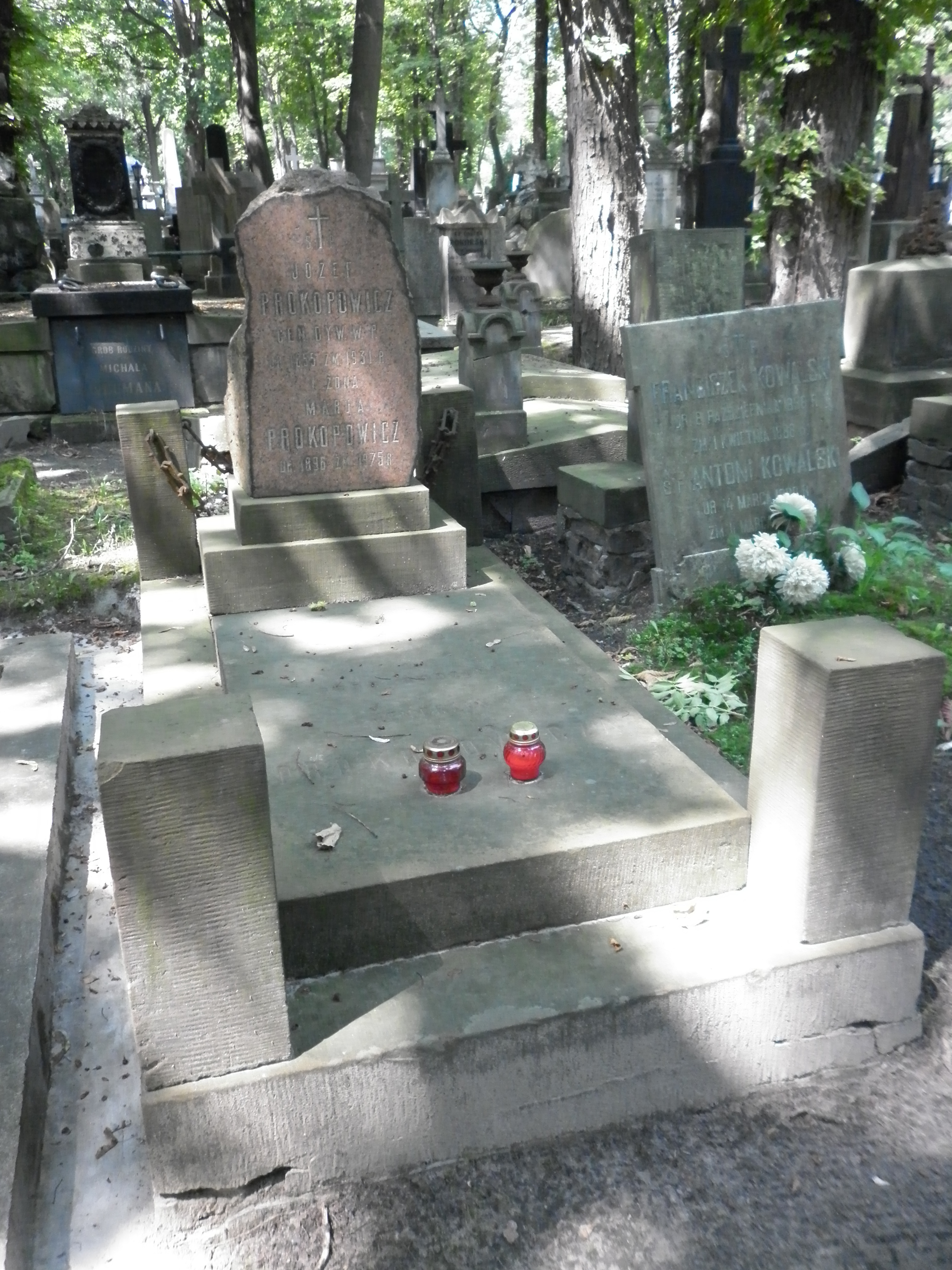
Могила Иосифа Прокоповича

Умер в Варшаве в 1931 году. Похоронен на Повонзском кладбище.

## Семья

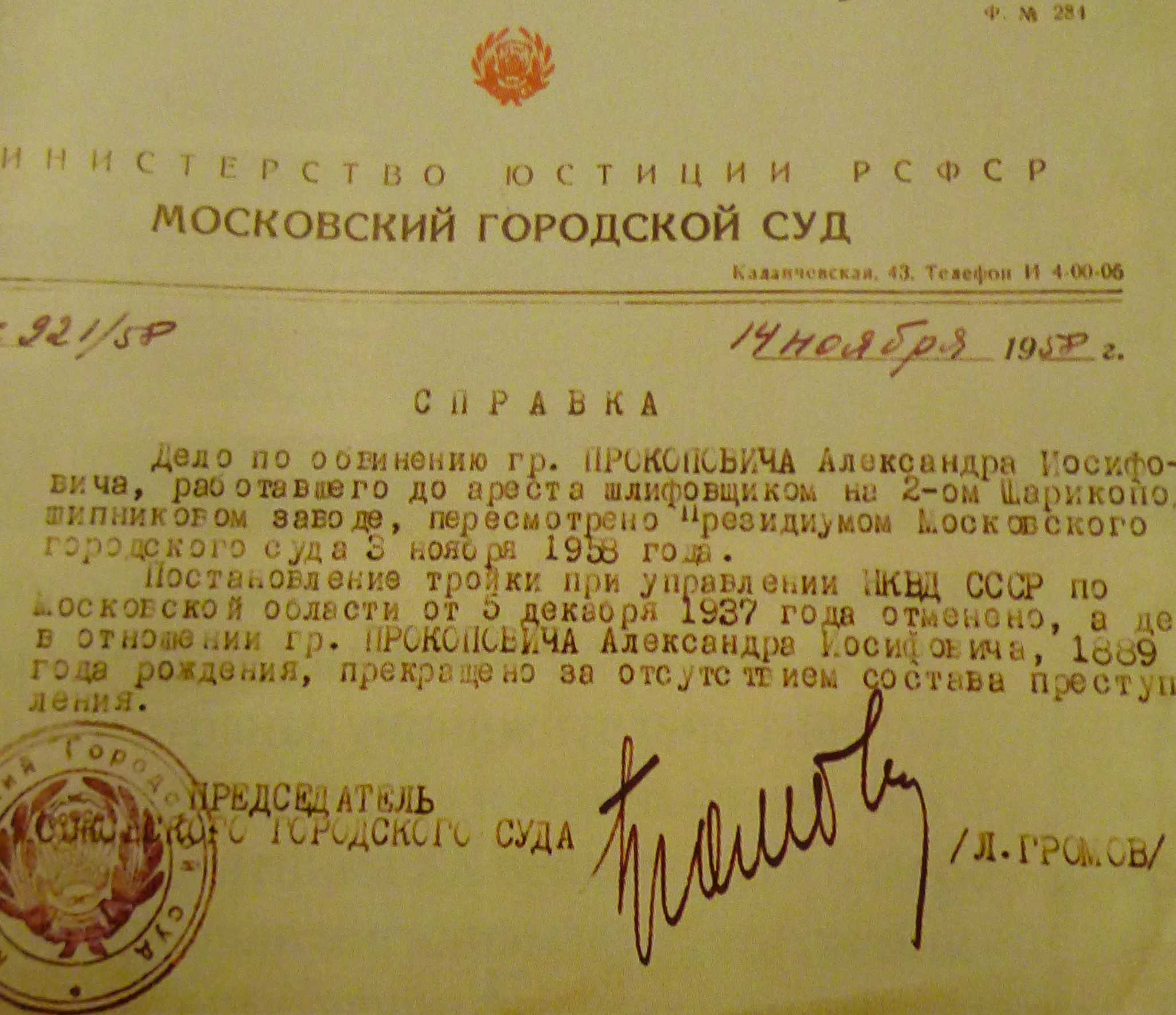
Справка о посмертной реабилитации Александра Прокоповича

Был дважды женат, вторая супруга пережила его более, чем на 40 лет. Имел троих детей.
- Сын — Александр Прокопович, кавалерист, остался в СССР. Служил командиром взвода в Московской кавалерийской школе, был уволен оттуда и работал шлифовщиком на 2-м шарикоподшипниковом заводе в Москве. Был арестован, постановлением тройки Управления НКВД СССР по Московской области осужден и отправлен в Бамлаг, где умер от пеллагры в 1940 году, безуспешно добивался при жизни отмены приговора, в 1958 году постановление было отменено Московским городским судом и Прокопович реабилитирован[3].

## Награды
За службу России Иосиф Прокопович был награжден следующими орденами:
- Орден Святого Станислава 2-й степени (1897 год);
- Орден Святой Анны 3-й степени (1901 год);
- Орден Святого Владимира 4-й степени (1906 год);
- Орден Святого Станислава 1-й степени (19.07.1915);
- Орден Святой Анны 1-й степени (Высочайший приказ по армии и флоту от 3 апреля 1916 года).

В Польше Прокопович 2 мая 1923 года был награжден командорским крестом Ордена Возрождения Польши.